# Geschichte Bhutans

Flagge Bhutans seit dem 19. Jahrhundert

Lage Bhutans zwischen China (Tibet) und Indien

Die Geschichte Bhutans umfasst, beginnend mit der wahrscheinlichen Besiedelung des im Himalaya gelegenen Landes um 2000 vor Christus, einen rund 4000 Jahre umfassenden Zeitraum. Die ersten 3000 Jahre dieser Geschichte verbleiben allerdings bis heute im Bereich der Mythologie, da über die ursprünglichen Bewohner des Landes, die Thepu, keine schriftlichen Aufzeichnungen vorliegen. Erst mit der Einführung des Buddhismus durch aus Tibet geflohene Mönche beginnt im 9. Jahrhundert die Phase gesicherter historischer Erkenntnisse.  Bis dahin ein hinduistisches Feudalfürstentum, wird das Land seither vom Buddhismus geprägt. Ab 1616 einigte Shabdung Nawang Namgyal die Fürstentümer des Landes unter seiner Herrschaft. Trotz eines fast hundertjährigen Grenzkonfliktes mit den britischen Kolonialherren Indiens behielt Bhutan seine Unabhängigkeit. Seit 1968 ist das Land eine Konstitutionelle Monarchie.

## Vorgeschichte

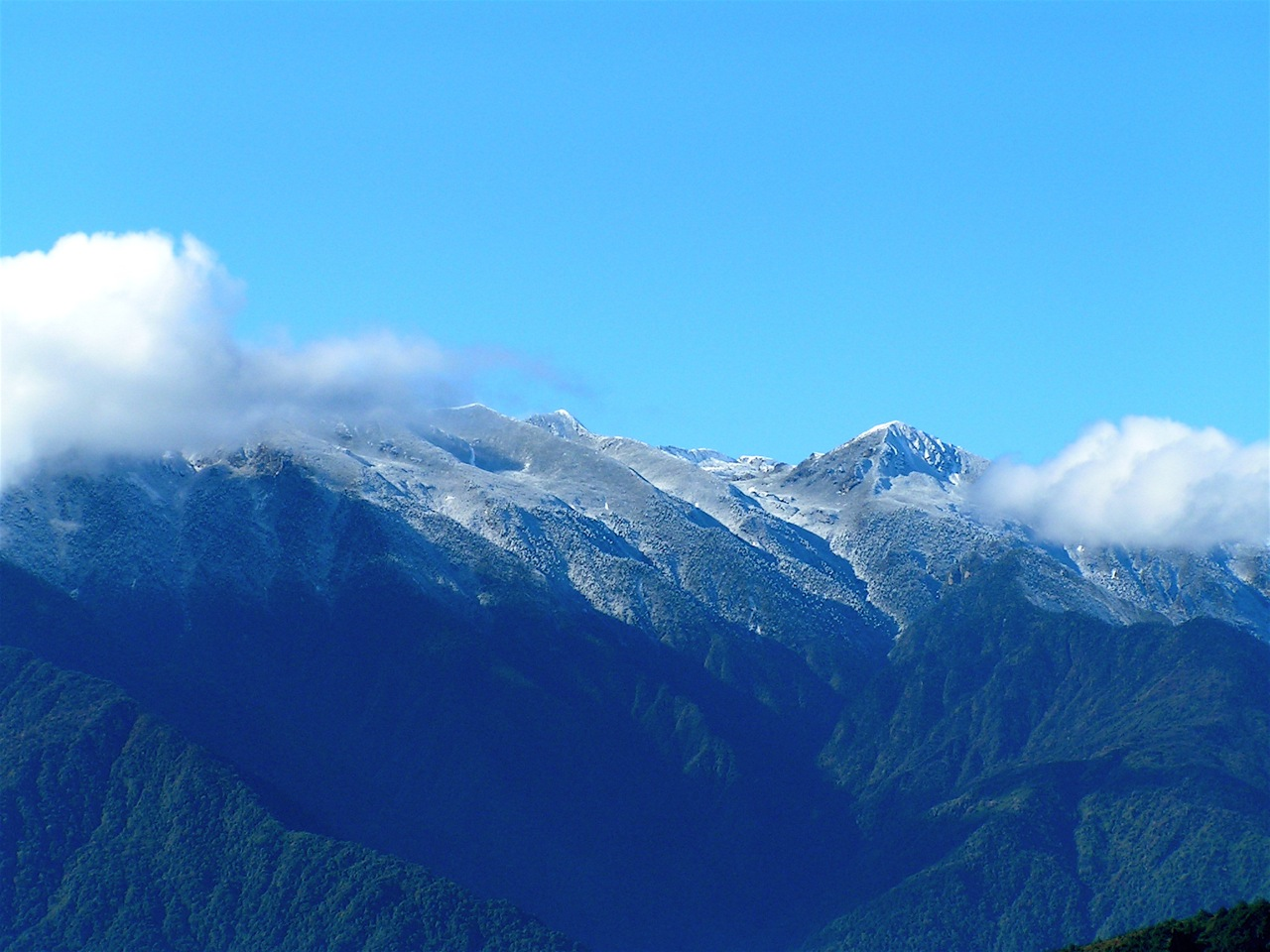
Gebirgswelt Bhutans

Auch wenn die archäologischen Erkenntnisse über Bhutans Frühgeschichte bisher noch dürftig sind, deuten Steinwerkzeuge und Waffen sowie Megalithen, die wohl der Kennzeichnung von Grenzen oder rituellen Zwecken dienten, darauf hin, dass die Besiedelung des durch das höchste Gebirge der Welt geprägten Landes etwa um 2000 vor Christus stattfand.
Es gibt Spekulationen, nach denen das Gebiet des heutigen Bhutan im 7.–9. Jahrhundert Teil des Tibetischen Königreiches oder des nordindischen Reiches Kamarupa war. Belegt ist das jedoch nicht. Bhutan dürfte vielmehr die gesamte Zeit seines Bestehens frei von Fremdherrschaft gewesen sein. Die Spekulationen über eine Zugehörigkeit zu Tibet speisten sich auch aus dem Namen „Bhutan“, der wohl abgeleitet ist vom Sanskrit-Wort Bhota-ant (Ende von Bhot, einem indischen Namen für Tibet) oder Bhu-uttan („Hochland“). Der Name Bhutan ist im Land selbst aber nur in englischsprachigen Publikationen gebräuchlich, die traditionelle Selbstbezeichnung seit dem 17. Jahrhundert ist dagegen Druk Yul – Land des Drachenvolkes oder Land des Donnerdrachens – ein Verweis auf die dominante buddhistische Glaubensrichtung des Landes.

## Einführung des Buddhismus

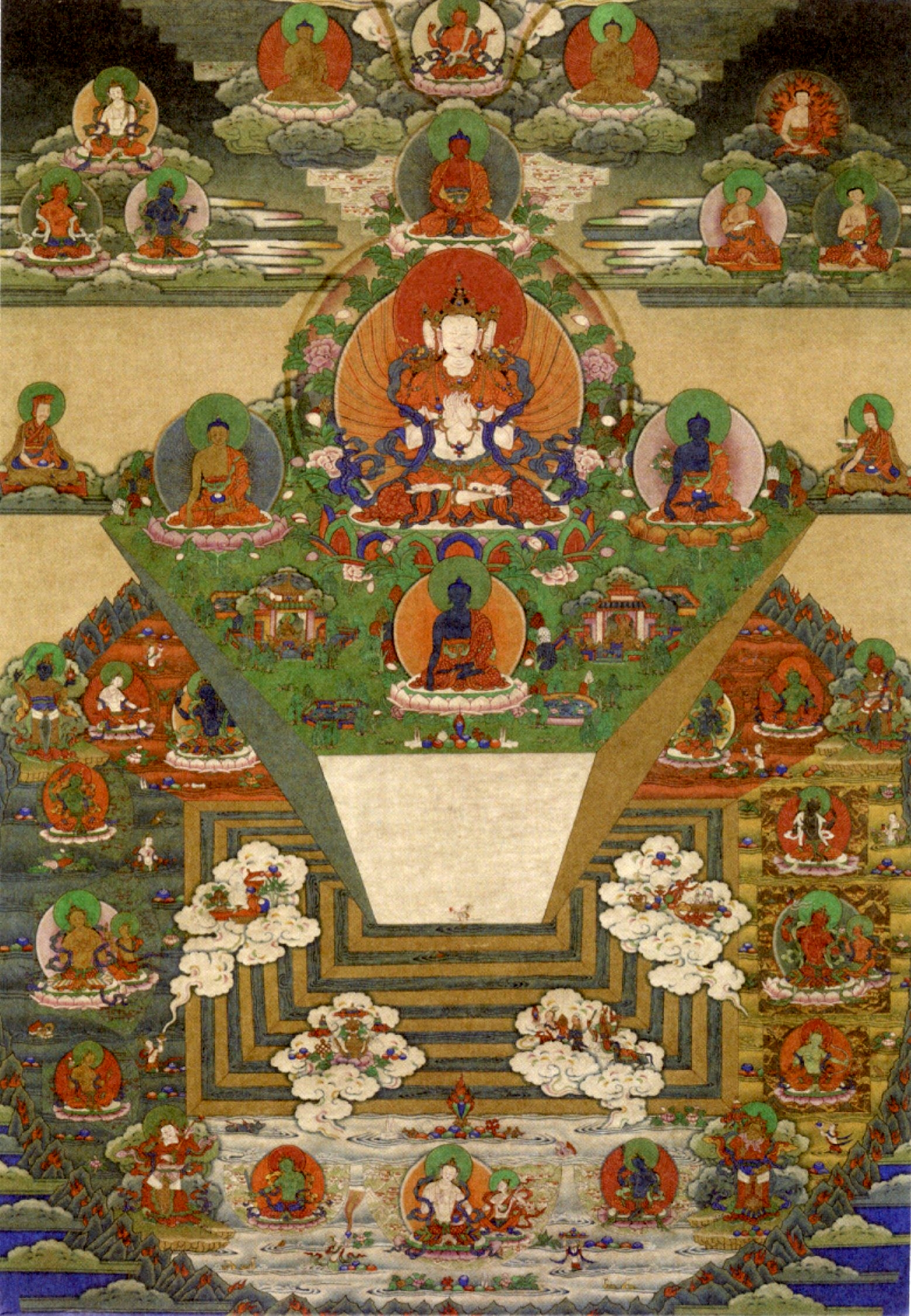
Buddhistisches Thangka aus Bhutan

Die Einführung des Buddhismus im 8. bzw. 9. Jahrhundert erfolgte durch tibetische Mönche. 747 soll allerdings der buddhistische Heilige Padmasambhava auf Einladung einiger lokaler Fürsten aus Indien nach Bhutan gekommen sein und König Sendharka bekehrt haben. Später reiste er weiter nach Tibet. Nach seiner Rückkehr aus Tibet soll er die Nyingma-Richtung des Mahayana-Buddhismus gegründet haben, die für die nächsten Jahrhunderte die dominante Religion Bhutans wurde. Guru Rimpoche hielt sich zeitweise in Indien auf und bewirkte einen starken indischen Einfluss auf die Kultur Bhutans bis zunehmende Einwanderung aus Tibet neue kulturelle und religiöse Einflüsse aus Tibet brachten.
Indisch-hinduistische Einflüsse wurden beseitigt und im 12. Jahrhundert der Buddhismus in Gestalt des tibetischen Lamaismus zur Staatsreligion erklärt. Es entstanden viele Klöster, die zu Stützen der feudalen Gesellschaft wurden. Aus der Mischung von Thepu und Tibetern entwickelte sich das Volk der Bhotija und es etablierte sich die Drukpa-Kagyü-Schule des Buddhismus, die bis heute die dominante Form dieser Lehre ist.

## Einigung des Landes

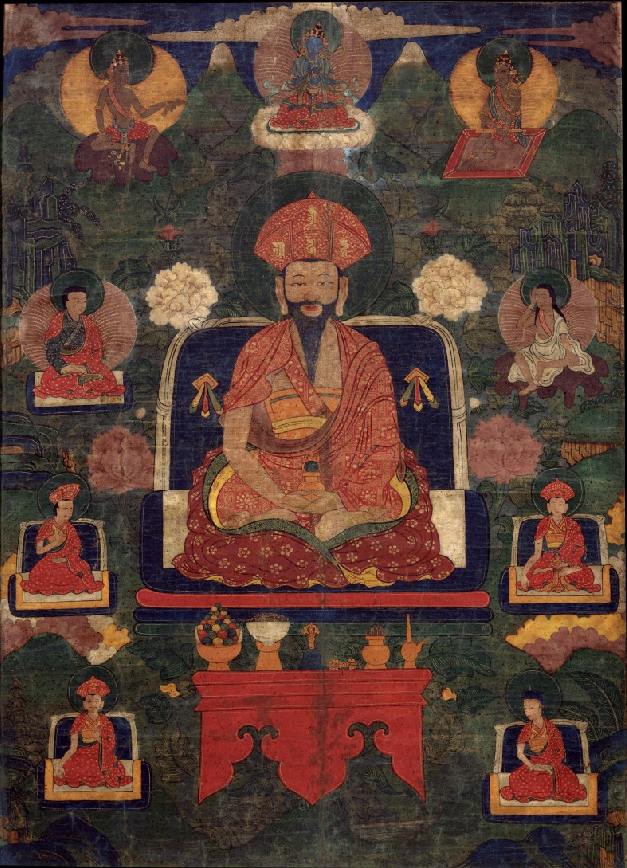
Shapdrung, der Einiger Bhutans in einer Darstellung aus dem 19. Jahrhundert

Shabdrung Ngawang Namgyel (1616–1651), der nach Bhutan flüchten musste, da seine Anerkennung als Wiedergeburt des Pema Karpo (also des Oberhauptes der Drukpa-Kagyü-Schule des Buddhismus) von dem Tsang Desi abgelehnt wurde, gelang während seiner Herrschaft ab 1616 die Einigung der bis dahin unabhängigen Fürstentümer des Landes zu einem theokratischen Reich. Der in Tibet geborene religiöse Würdenträger wird als der Gründer des Staates und als Stifter bhutanischer Identität angesehen. Mit seinen kulturellen Errungenschaften – er gliederte alle Regionen des Landes in ein schriftlich verwaltetes Reich – legte er den Grundstein zur heutigen bhutanischen Gesellschaft. Der Staat erhielt den bis heute gültigen Namen Druk Yul (Land der Drachen). Er begann die Einigung mit der Unterwerfung der Anhänger der Drikung-Kagyu-Sekte des Buddhismus im westlichen Bhutan. 1634 vollendete Shabdrung sein Einigungswerk, indem er in der „Schlacht der fünf Lamas“ über eine Streitmacht der Tibeter und mit ihnen gegen ihn verbündeter Bhutaner siegte. Auf ihn geht auch die Zweiteilung der Führung des Landes durch einen religiösen (Je Khenpo) und einen politisch-administrativen Führer (Druk Desi) zurück.
1627 reisten die portugiesischen Jesuiten Estêvão Cacella und João Cabral als erste Vertreter der Römisch-katholischen Kirche in Bhutan und überhaupt als erste Europäer ins Land. Sie lernten auch Shabdrung Ngawang Namgyel kennen und berichteten über ihn in Briefen an ihren Orden. Ihre Aufzeichnungen gelten als die einzigen bekannten westlichen Dokumente zum Begründer Bhutans. Die beiden Missionare waren vermutlich auch die ersten Ausländer, mit denen Shabdrung Ngawang Namgyel zusammentraf.

## Shabdrung Ngawang Namgyels Tod und Konflikt mit Tibet 1651–1728
Shabdrung Ngawang Namgyels Tod 1651 wurde 54 Jahre lang geheim gehalten, um das Auseinanderfallen des Staates zu verhindern. Es wurde verbreitet, Shabdrung Ngawang Namgyel habe sich aus religiösen Gründen zurückgezogen; ein Vorgehen, das zu dieser Zeit in Bhutan, Sikkim und Tibet nicht unüblich war. Würdenträger wurden in dieser Zeit in seinem Namen ernannt und Essen täglich vor seine verschlossene Tür gestellt. Bhutan wehrte sich erfolgreich 1710 und 1730 gegen Angriffe durch die vereinigte tibetisch-mongolische Truppen. Die Staatsgewalt wurde formell zwischen einem geistlichen Oberhaupt (rgyal tshab; von britisch-indischen Autoren Dharma Raja genannt) und einem weltlichen Oberhaupt (sde srid [phyag mdzod], von britisch-indischen Autoren Deb Raja genannt) geteilt, praktisch lag sie aber in den Händen der Priester (Lamas). Diese stellten die Statthalter (Pönlop), die die Steuern und Abgaben von den Bauern eintrieben und die Gerichtsbarkeit ausübten. Zwischen den feudalen Machtgruppen kam es immer wieder zu Kämpfen, in die sich von Tibet aus sowohl der Dalai Lama als auch der Panchen Lama einmischten.

## Reinkarnationen als Regierungssystem
Um zukünftig Kontinuität zu wahren, entwickelten der Je Khenpo und der Druk Desi das Konzept der „multiplen Reinkarnation“ des ersten Shabdrung – eine Reinkarnation entweder des Körpers, der Stimme oder des Geistes. Die letzte Person, die als Reinkarnation des Körpers Shabdrung Ngawang Namgyel angesehen wurde, starb Mitte des 18. Jahrhunderts, Verkörperungen der Stimme und des Geistes wurden noch Anfang des 20. Jahrhunderts anerkannt. Die Staatsreligion erlangte im 17. Jahrhundert zudem weiteren Einfluss durch die Bestimmung, dass mindestens ein Sohn aus jeder Familie mit mehreren Söhnen in ein Kloster eintreten musste.

## Konflikt mit den Briten

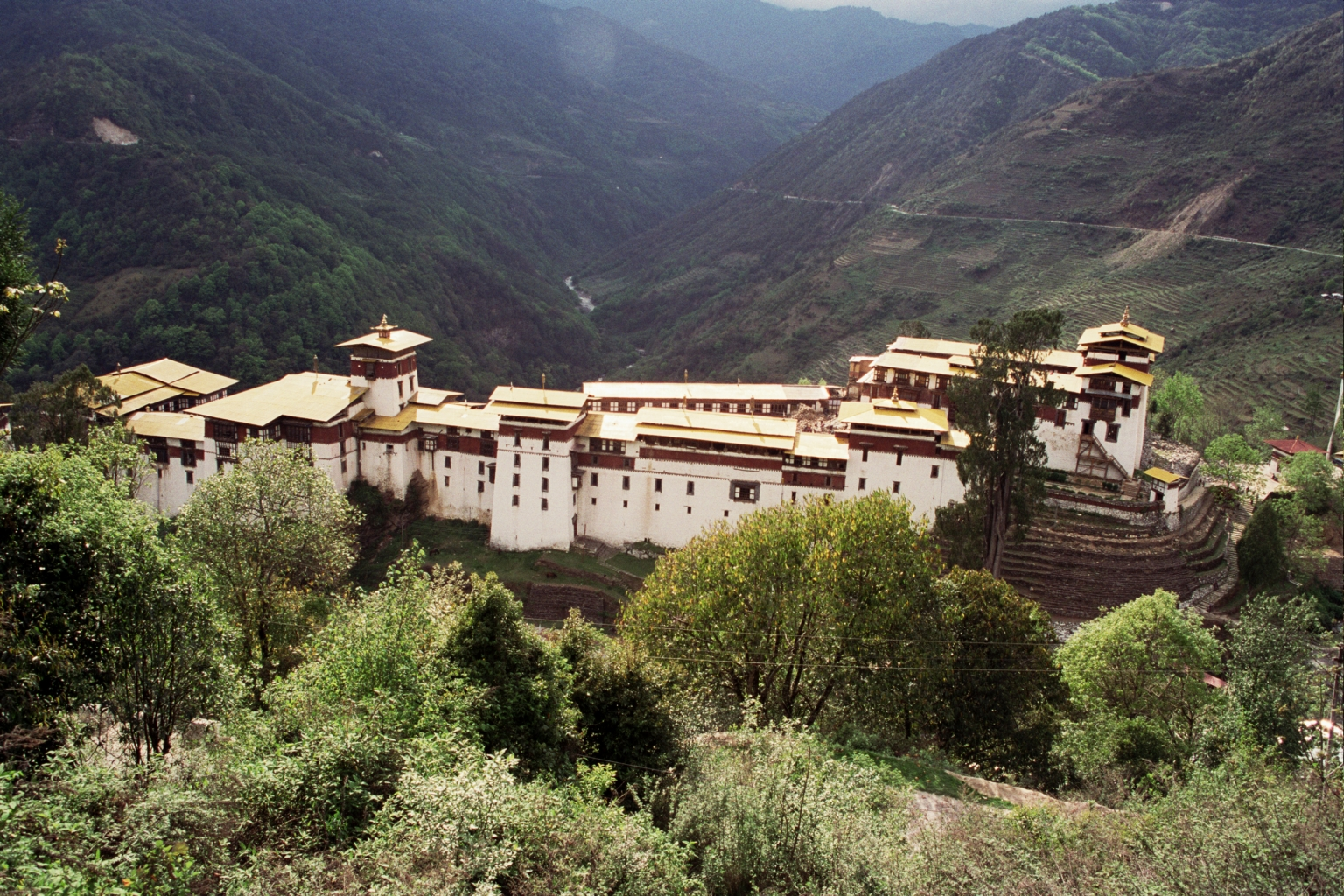
Dzong (Festung) von Trongsa

1772 begann der fast hundertjährige Grenzkonflikt mit der britischen Ostindien-Kompanie. Nach der Eroberung Assams im Jahre 1826 erstrebte die britische Kolonialmacht die direkte Kontrolle der Grenzpässe und okkupierte 1864 und 1865 (Vertrag von Sinchula) den Bezirk Dewangiri und andere Gebiete Bhutans. Mit britischer Unterstützung riss 1895 der Statthalter Ugyen Wangchuk die Herrschaft an sich. Während seiner Herrschaft begann der langsame Reformprozess in Bhutan, da er für den Bau von Schulen sorgte. 1907 wurde er in Punakha zum König gewählt und führte die erbliche Maharajawürde ein (Wangchuk-Dynastie). Im Vertrag von Sinchula von 1910 erkannte Großbritannien formell die Unabhängigkeit Bhutans an, behielt sich aber die Kontrolle der Außenpolitik vor (Status als Protektorat Britisch-Indiens).

## Großer Nachbar Indien
Am 8. August 1949 schloss Bhutan mit Indien einen Freundschaftsvertrag, demzufolge Indien die außenpolitischen Beziehungen Bhutans wahrnimmt und Wirtschaftshilfe (Bau von Straßen und Kraftwerken) leistet. Ein indischer politischer Resident hatte seinen Sitz in Gangtok (Sikkim). Gegen die gemäßigten Reformen des Königs Jigme Dorje Wangchuk (Regierungszeit 1952–1972) und dessen Anlehnung an Indien richtete sich eine von Offizieren und Beamten geführte Verschwörung (5. April 1964 Ermordung des Ministerpräsidenten Jigme Dorji; 1. August 1965 Attentat auf den König).

## Reformen seit den 1960er Jahren
Im November 1964 übernahm der König die gesamte Staatsgewalt. Die 1953 geschaffene Tshogdu, das erste Parlament Bhutans, erhielt 1968 gewisse Gesetzgebungsrechte, womit der Weg Bhutans zur konstitutionelle Monarchie vorbereitet wurde. Der königliche Rat und der Ministerrat bilden die Exekutive. Politische Parteien blieben bis 2007 verboten. Unter König Jigme Dorje Wangchuk wurden die Privilegien der Lamas eingeschränkt und Maßnahmen zum Abbau der feudalen Verhältnisse eingeleitet (Abschaffung der Leibeigenschaft, Vorbereitung einer Bodenreform zur Beschränkung des Großgrundbesitzes auf 120 Hektar, Beginn staatlicher Fünfjahrpläne, Entwicklung des Bildungswesens, Verleihung des Bürgerrechts an den nepalesischen Bevölkerungsteil). Am 12. Februar 1971 erlangte Bhutan die völkerrechtliche Anerkennung (Aufnahme in die UNO) der de facto schon zuvor bestehenden Eigenstaatlichkeit.
Nach dem Tode Jigme Dorje Wangchuks wurde Kronprinz Jigme Singye Wangchuk im Jahre 1972 zum neuen König ausgerufen; die offizielle Krönung folgte am 2. Juni 1974.
1981 erfolgte die Ausweisung tibetischer Flüchtlinge, die eine Annahme der bhutanischen Staatsbürgerschaft ablehnten.
Politischer Widerstand gegen ein im Jahre 1985 eingeführtes Staatsbürgerschaftsgesetz war 1990 der Grund für die Unruhen und die Vertreibung von mehr als 100.000 nepalesischen Bhutanern (Lhotsampas) aus Südbhutan nach Nepal. Im August 1998 beschränkte König Jigme Singye Wangchuck gegen den Willen des Parlaments seine eigene Macht und unterstellte sich der Autorität des Parlaments. In den folgenden Jahren unternahm der König verschiedene Schritte zur Umwandlung des Landes in eine konstitutionelle Monarchie. 2005 kündigte er allgemeine Wahlen an.

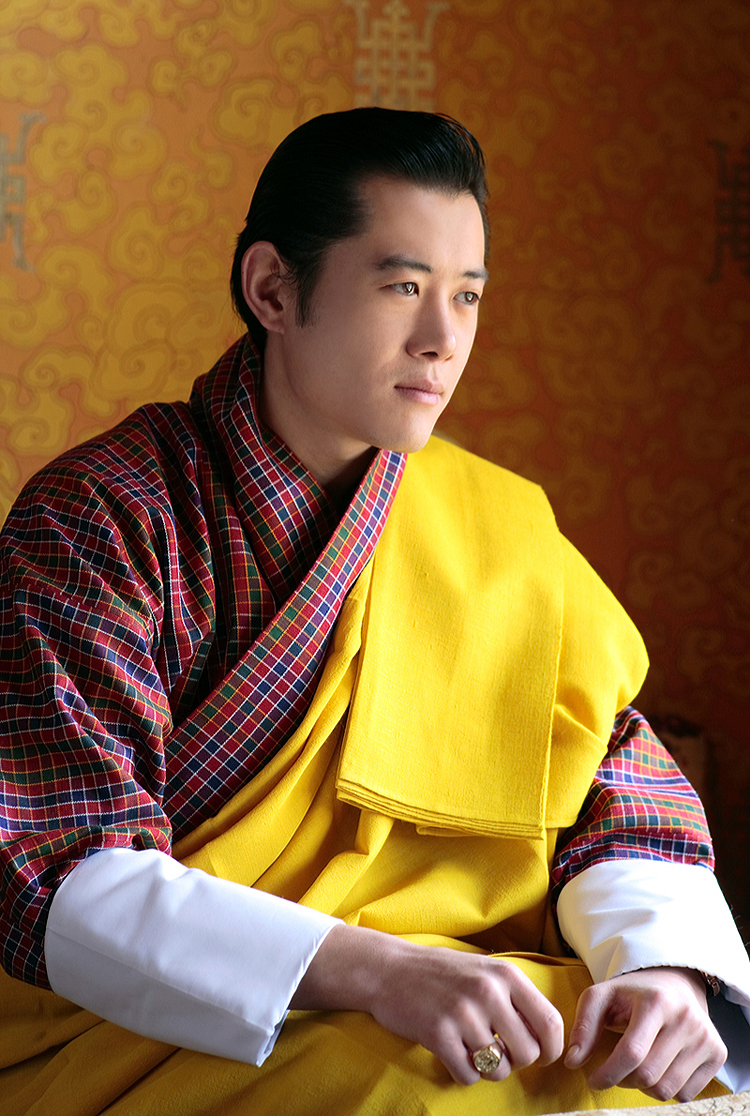
König Jigme Khesar Namgyel Wangchuck im März 2007

Am 14. Dezember 2006 dankte König Jigme Singye Wangchuk im Alter von 51 Jahren zugunsten seines Sohnes Jigme Khesar Namgyel Wangchuk ab. Gründe für den ursprünglich erst für 2008 vorgesehenen Wechsel wurden nicht bekannt. In seiner ersten Ansprache erklärte der 26-jährige neue König, die demokratische Entwicklung des Landes voranbringen zu wollen. Die erste Auslandsreise des Königs führte ihn im Februar 2007 nach Indien, wo ein revidierter Freundschaftsvertrag abgeschlossen wurde, wodurch Bhutan nun außenpolitisch und rüstungswirtschaftlich voll souverän wird. Am 6. November 2008 wurde Jigme Khesar Namgyel Wangchuk zum 5. Drachenkönig gekrönt. 2008 wurde in Bhutan eine Verfassung eingeführt, durch die Bhutan zu einer demokratisch-konstitutionellen Monarchie wurde. Seither dürfen sich im Land politische Parteien konstituieren und das Land wird von gewählten Volksvertretern regiert. Im Dezember 2007 wurde das Oberhaus des neuen Parlaments gewählt.
Die Wahl zum Unterhaus war anschließend der letzte Schritt zur Einführung einer konstitutionellen Monarchie. Am 24. März 2008 fand die erste Parlamentswahl statt. Dabei wurden 47 Abgeordnete des Unterhauses gewählt. Zwei Parteien traten bei der Wahl an, die Volksdemokratische Partei (PDP) und die Bhutanische Partei für Frieden und Wohlstand (DPT). Die royalistisch orientierte Bhutanische Partei für Frieden und Wohlstand (DPT) errang einen überwältigenden Sieg und gewann 45 der 47 Sitze.
Zukünftig sollen alle Könige an ihrem 65. Geburtstag die Krone an den Thronfolger abgeben.